# La Marolle-en-Sologne
La Marolle-en-Sologne település Franciaországban, Loir-et-Cher megyében. Lakosainak száma 365 fő (2022. január 1.). La Marolle-en-Sologne Villeny, Montrieux-en-Sologne, Neung-sur-Beuvron és Yvoy-le-Marron községekkel határos.

## Népesség
A település népességének változása:
| Lakosok száma | 460  | 428  | 439  | 380  | 407  | 388  | 344  | 336  | 336  | 365  |
|               | 1968 | 1982 | 1990 | 2006 | 2013 | 2015 | 2017 | 2019 | 2020 | 2022 |